# Вакуф
Вакуф (на македонска литературна норма: Вакуф) е село в източната част на Северна Македония, община Кратово.

## География
Вакуф е малко село, разположено в областта Средорек, западно от общинския център град Кратово, близо до левия бряг на Крива.

## История
В XIX век Вакуф е малко изцяло българско село в Кратовска кааза на Османската империя. Според статистиката на Васил Кънчов („Македония. Етнография и статистика“) от 1900 г. Вакъвъ (Нановци) има 148 жители, българи християни.
В началото на XX век население на селото са под върховенството на Българската екзархия. По данни на секретаря на екзархията Димитър Мишев („La Macédoine et sa Population Chrétienne“) през 1905 година във Вакуф (Vakouf) има 128 българи екзархисти и 30 цигани.
В 1913 година селото попада в Сърбия.
Според преброяването от 2002 година селото има 122 жители.